# Thore Sjöstrand
Thore Sjöstrand (Suecia, 31 de julio de 1921-26 de enero de 2011) fue un atleta sueco, especialista en la prueba de 3000 m obstáculos en la que llegó a ser campeón olímpico en 1948.

## Carrera deportiva

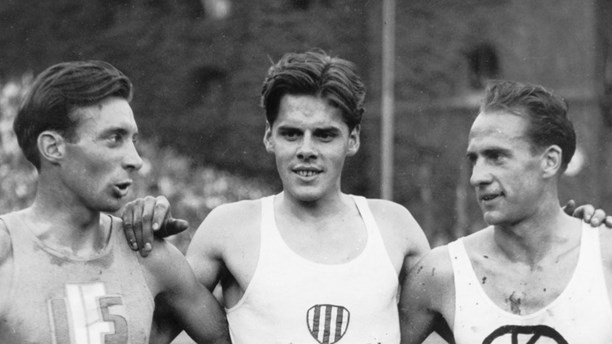
Tore Sjöstrand, Erik Elmsäter y Göte Hagström en los JJ. OO. de Londres 1948

En los JJ. OO. de Londres 1948 ganó la medalla de oro en los 3000 m obstáculos, con un tiempo de 9:04.6 segundos, llegando a meta por delante de sus paisanos Erik Elmsäter y Göte Hagström (bronce con 9:11.8 segundos).